# My Old Flame
My Old Flame is een jazzstandard, in 1934 gecomponeerd door Arthur Johnston (muziek) en Sam Coslow (tekst). Het lied werd voor het eerst gezongen door de Amerikaanse actrice Mae West in de film "Belle of the Nineties", hierbij begeleid door het orkest van Duke Ellington. De film was gebaseerd op een verhaal van West, getiteld "It Ain't No Sin", wat ook de oorspronkelijke titel van de film-tot de censuur ingreep. Mae West stond bekend om haar nauwelijks verhulde erotische toespelingen en de tekst leek haar op het lijf geschreven. Afgaande op regels als "my new lovers all seem so tame" heeft ze misschien zelf een aandeel in de tekst gehad, aldus Chris Tyle in zijn beschrijving en analyse van de compositie. De regel "I can't even think of his name" suggereert zelfs een onenightstand van lang geleden, meent Tyle. Ellington nam in datzelfde jaar een versie op voor Victor, waarbij Ivie Anderson de zang voor haar rekening nam. De eerste commercieel succesvolle versie kwam in 1947 toen het werd opgenomen door Spike Jones and His City Slickers.
Het nummer werd al in de jaren veertig regelmatig gecoverd door jazzmusici en -vocalisten en dat is altijd zo gebleven. Versies van het lied zijn gezongen of gespeeld door talloze bekende artiesten:
- Duke Ellington, lied gezongen door Ivie Anderson (Duke Ellington 1933 1935)
- Peggy Lee zong het met de band van Benny Goodman (The Complete Recordings 1941-1947)
- Billie Holiday nam in 1944 verschillende versies van het nummer op
- Volgens sommigen is Charlie Parkers vertolking uit 1947 op Very Best of the Dial Years de beste instrumentale versie
- Saxofonist Gerry Mulligan nam het in 1953 op met zijn pianoloze groep, met onder meer trompettist Chet Baker. De trompettist heeft het nummer zelf ook een paar keer op plaat gezet (in 1954, en in 1988 met Enrico Pieranunzi).
- Saxofonist Sonny Rollins speelde een versie in 1993, verschenen op zijn plaat "Old Flames"

Andere vertolkers waren onder meer Stan Getz, Billy Eckstine, Barney Kessel, Lee Konitz, Bud Powell, The Platters, Linda Ronstadt, Stan Kenton, Dinah Washington en Sarah Vaughan. Als mannelijke vocalisten het lied zongen, waren enkele lichte aanpassingen van de tekst noodzakelijk.